# Bebelhof (Braunschweig)
| Stadtquartier Bebelhof/Zuckerberg Stadt Braunschweig | Stadtquartier Bebelhof/Zuckerberg Stadt Braunschweig |
| ---------------------------------------------------- | ---------------------------------------------------- |
| Lage des Quartiers Bebelhof/Zuckerberg (rot)         |                                                      |
| Stadtbezirk:                                         | 132 – Viewegsgarten-Bebelhof                         |
| Einwohner:                                           | 3972 (31. Dez. 2020)                                 |
| Höhe:                                                | 79 m ü. NN                                           |
| Postleitzahl:                                        | 38126                                                |
| Schloss Richmond                                     |                                                      |

Der Bebelhof und der Zuckerberg bilden ein Stadtquartier im Südosten der Kernstadt Braunschweigs. Das Stadtquartier ist in den 1910er-Jahren entstanden. Die Einwohnerzahl betrug am 31. Dezember 2023 2.925.

## Geschichte
Direkt an den Stadtteil grenzt das Siemenswerk für Leit- und Verkehrstechnik. Der Komplex galt als einer der modernsten seiner Zeit und wurde in der Zeit des Nationalsozialismus in „Limbeker Hof“ umbenannt. Er war ein Zentrum sozialdemokratischer und kommunistischer Gesinnung in Braunschweig. In neuerer Zeit wurde versucht, ihn im Rahmen der sozialen Stadtsanierung aufzuwerten.

### Bebelhof
Der August-Bebel-Hof ist ein in den 1920er-Jahren unter der SPD-Landesregierung erbauter Arbeiterwohnkomplex in Bahnhofsnähe. Benannt ist er nach August Bebel. Die Ansiedlung befand sich in unmittelbarer Nachbarschaft zur 1926 begonnenen Eisenbahner-Siedlung „Lämmchenteich“, in der in den Jahren 1927–1930 einige Gebäude nach den Plänen von Carl Mühlenpfordt errichtet wurden. Der Bebelhof entstand wie diese südlich des Verschiebebahnhofs an der Salzdahlumer Straße. Es wurden überwiegend Wohnungen nach sozialen Aspekten errichtet, damit auch finanzschwächere Teile der Bevölkerung in angemessener Qualität leben könnten. Die Ausrichtung der Häuserblocks war in nord-südlicher Richtung. Ein Architekt und Stadtplaner aus Hamburg, Friedrich Richard Ostermeyer, plante daher zwischen den Häuserzeilen große Freiflächen ein, um für gute Durchlüftung der Wohnungen zu sorgen.
In den wenigen Gebäuden in Ost-West-Richtung wurden überwiegend Gemeinschaftseinrichtungen wie der Kindergarten oder Teile der Verwaltung untergebracht, aber auch eine moderne Waschküche, die laut einem Bericht der Braunschweiger Zeitung aus dem Jahr 1930 „den Neid aller Hausfrauen erweckt.“ Des Weiteren waren eine Gastwirtschaft mit Versammlungsräumen, eine Bibliothek und eine Schule geplant, was jedoch verworfen wurde, weil es den finanziellen Rahmen sprengte. Die anderen politischen Parteien titulierten diese als Sozialbauten angedachten Wohnungen als „Denkmal roter Überheblichkeit“ und als eine „widerwärtige Massenansammlung syrischer Wohnhöhlen“. Die hohe Arbeitslosigkeit in jener Zeit führte jedoch dazu, dass viele Wohnungen leer blieben und so die Gewobau als Bauträger Konkurs anmelden musste. Im Jahr 1934 kam es zur Zwangsversteigerung der Siedlung. In den späten 1930er-Jahren wurde der Bebelhof infolge der sich verbessernden Wirtschaftslage zu einem bevorzugten Wohngebiet.
Dies änderte sich gegen Ende des Zweiten Weltkriegs, als mehr als 200 Wohnungen zerstört wurden. Der Wiederaufbau kam zunächst nur schleppend in Gang, was sich erst änderte, als 1954 die städtische Nibelungen Wohnbaugesellschaft den Komplex aufkaufte und im Jahr 1956 mit umfangreichen Sanierungsarbeiten begann. Die ehemalige Eisenbahnersiedlung „Lämmchenteich“ ist inzwischen in den Begriff „Bebelhof“ integriert. Im Jahre 1976 wurde zudem das Eisenbahn-Ausbesserungswerk geschlossen.

### Zuckerberg

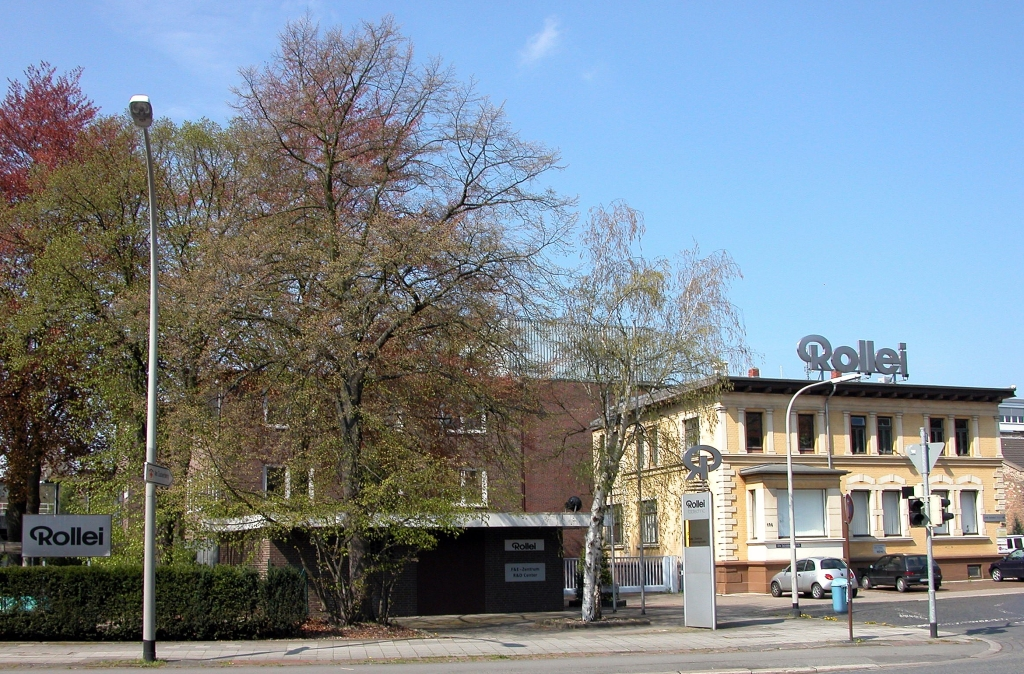
Rolleiwerke

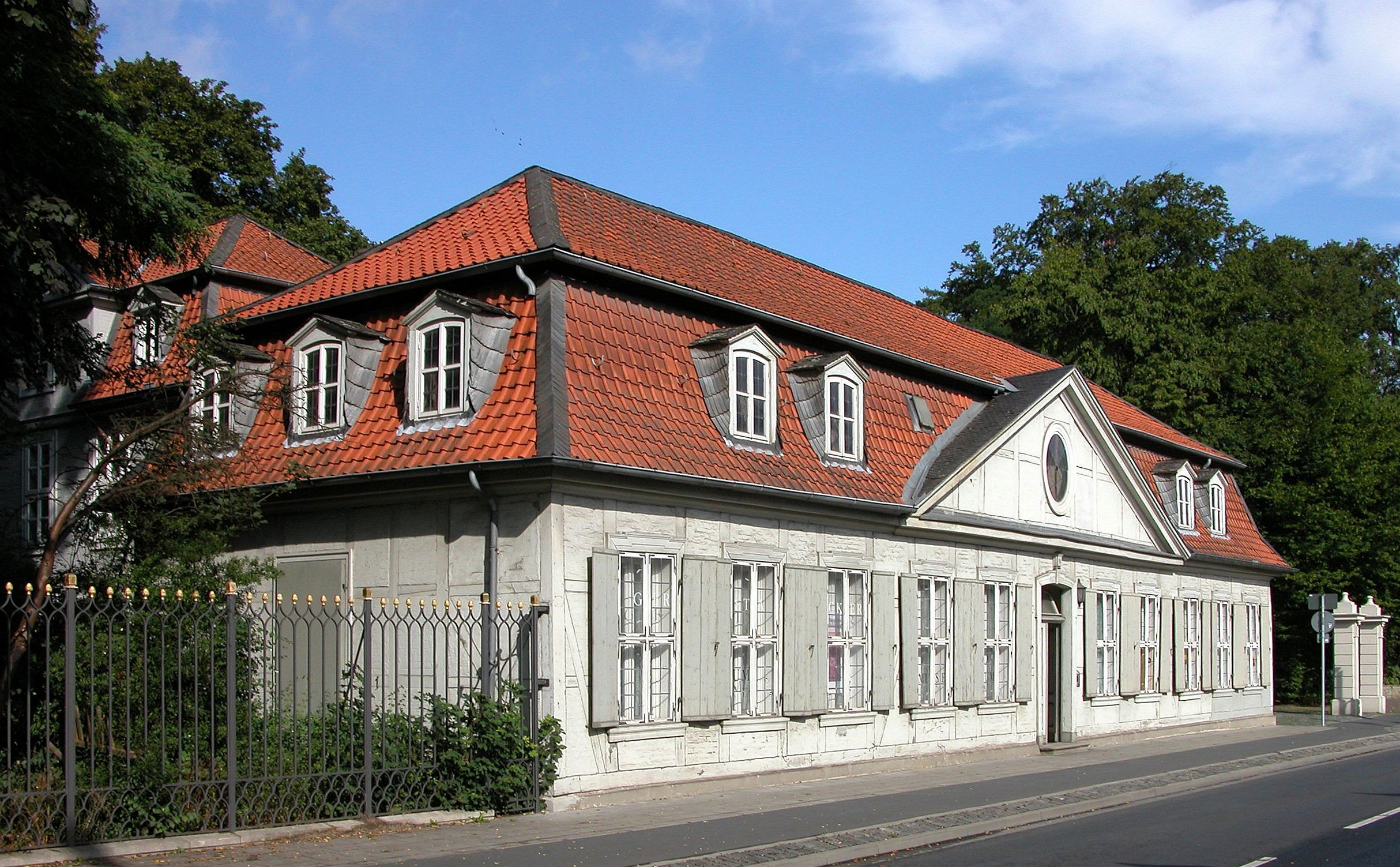
Gerstäcker-Museum
Schloss Richmond

Der Name Zuckerberg leitet sich vom Zuckerrübenanbau in diesem Gebiet ab. Bereits im Jahre 1769 ließ der braunschweigische Erbprinz Karl Ferdinand für seine Gemahlin Augusta hier die Sommerresidenz Schloss Richmond errichten. Da sie die Schwester des englischen Königs Georg III. war, erhielt es eine große Gartenanlage im englischen Stil, die weite Teile des Zuckerberges umfasste.
In neuerer Zeit werden Schloss und Park von der Stadt Braunschweig, in deren Besitz es übergegangen ist, für Empfänge, Trauungen oder musikalische Veranstaltungen genutzt. Das ehemalige Gesindehaus des Schlosses beherbergt das Gerstäcker-Museum, das mit seiner Ausstellung an den bekannten Schriftsteller Friedrich Gerstäcker und seine Reisen erinnert.
Bereits nach dem Ersten Weltkrieg wurde das Gelände am Zuckerberg in Parzellen aufgeteilt und zur Bebauung freigegeben. Die zentrale Straße wurde der „Zuckerbergweg“, an dem zumeist Ein- und Zweifamilienhäuser mit Gärten entstanden. Eines der dortigen Gebäude war das im Jahr 1913 errichtete Wohnhaus des Bauunternehmers Karl Munte. Es wurde im Jahr 1929 durch die Stadt Braunschweig erworben, die es als Gästehaus nutzte. Ab 1985 stand es eine Zeit lang leer, ehe es 1997 als „Klinik am Zuckerberg“ eine neue Verwendung fand. Ebenfalls im Jahre 1929 wurde am Zuckerbergweg ein Werk des Unternehmens Rollei angesiedelt. Trotz des weltweiten Erfolges ihrer fototechnischen Produkte (insbesondere Kameras) wurde es 1981 geschlossen. Das ehemalige Firmengelände und viele der zugehörigen Gebäude werden von Unternehmen in unterschiedlichen Branchen weiterhin genutzt.

## Sehenswürdigkeiten

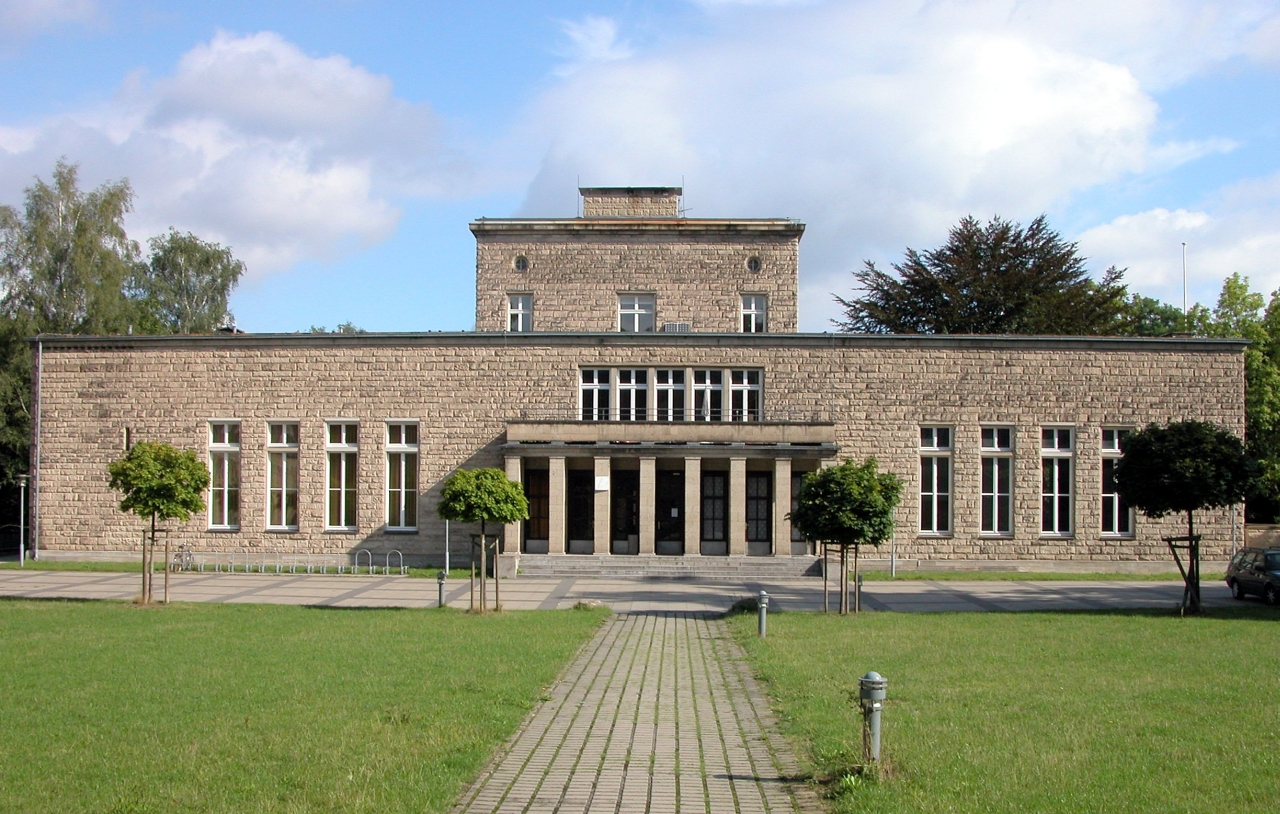
Ehemalige Akademie für Jugendführung, heute Braunschweig-Kolleg

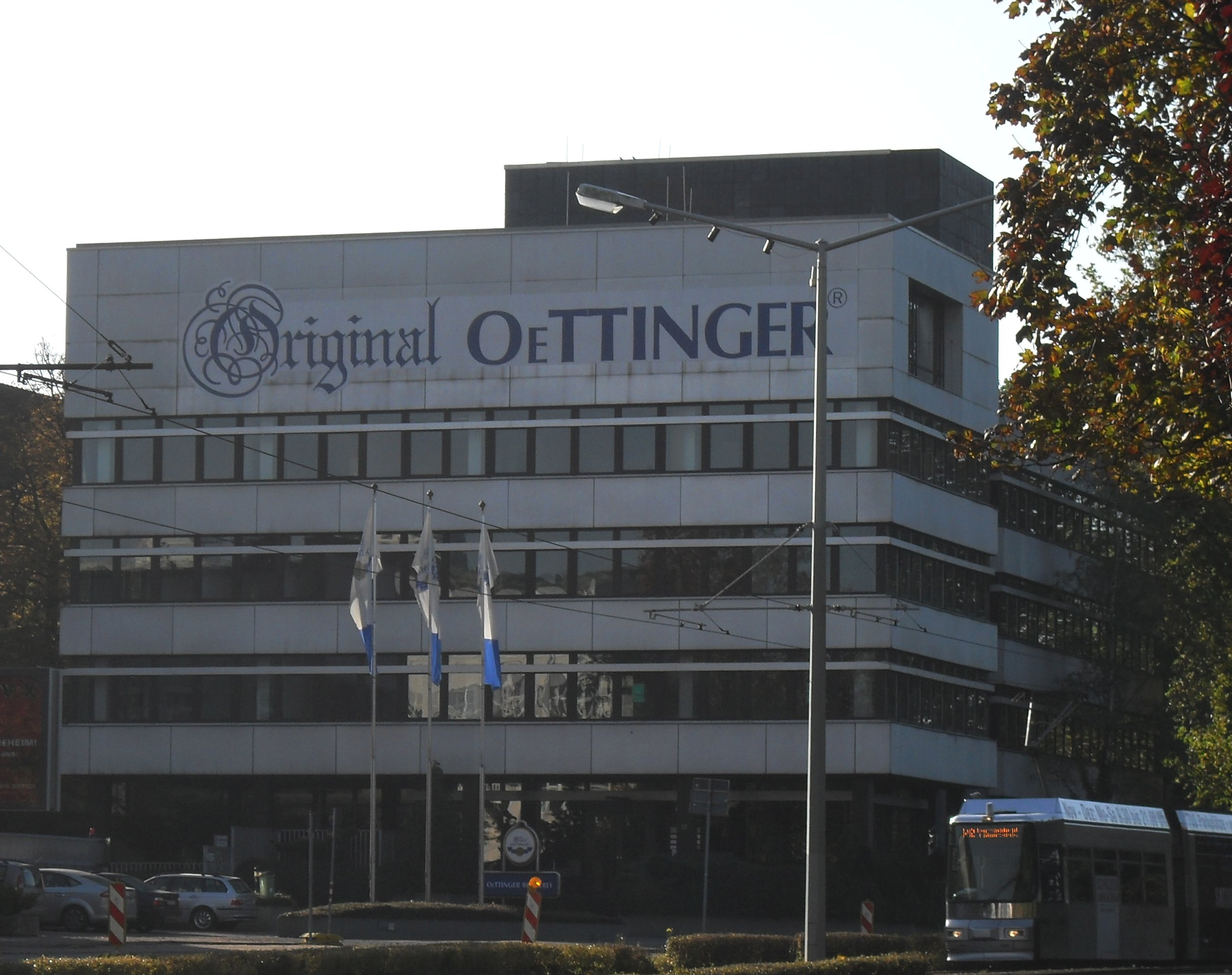
Gebäude der ehemaligen Feldschlößchen-Brauerei

- Schloss Richmond und Gerstäcker-Museum
- Braunschweig-Kolleg, ehemalige Akademie für Jugendführung der Hitlerjugend (HJ)
- Brauerei Wolters, altes Brauhaus von 1884
- Ehemalige Brauerei Feldschlößchen
- „Villa Schneider“, heute Landesbildungszentrum für Hörgeschädigte

## Religionen
- Das evangelische Martin-Luther-Haus befindet sich am Zuckerbergweg.

Auf dem östlichen Nachbargrundstück wurde 1962/63 die katholische St.-Godehard-Kirche erbaut. 2009 erfolgte ihre Profanierung. Das Kirchengebäude wurde abgerissen, auf dem Grundstück entstand ein Wohnhaus. Heute befindet sich die nächstgelegene katholische Kirche 2 km entfernt im Nachbarstadtteil Heidberg.